# Адхам-хан
Адхам-хан Кока (неизвестно — 16 мая 1562 года) — молочный брат и военачальник могольского падишаха Акбара Великого, сын его кормилицы Махам-Анги, один из участников присоединения Малавского султаната к Могольской империи. Убит по приказу Акбара за попытку мятежа.

## Происхождение и карьера
Адхам-хан Кока был сыном кормилицы могольского падишаха Акбара Великого Махам-Анги. Кем был его отец достоверно неизвестно, однако существует мнение, что Адхам-хан был побочным сыном падишаха Хумаюна.
Будучи с детства приближен к будущему падишаху Акбару, Адхам Кока после его воцарения получил военный чин пандж-хазари («командира 5000») и хорошо зарекомендовал себя при осаде Манкота. В третий год правления падишаха Акбара визирь Байрам-хан пожаловал ему джагир в районе Бхадавар на юго-востоке от Агры, где должен был воевать с местными раджпутскими кланами. Недовольный своим джагиром Адхам Кока обвинил Байрам-хана в пристрастии.
Адхам-хан и его мать были главными инициаторами отстранения от власти Байрам-хана, визиря и фактического регента при юном падишахе Акбаре, в 1560 году. В феврале 1561 года Адхам-хану был поставлен во главе армии, направленной на завоевание Малавского султаната. Помощником ему был определён Пир-Мухаммад.
29 марта 1561 года Адхам-хан разбил войска малавского султана Баз-Бахадур-шаха при Сарангпуре, взял столицу султаната город Шадиабад и захватил сокровища и большинство гарема Баз-Бахадур-шаха. Среди прочего Адхам-хан попытался захватить фаворитку султана Малвы, известную поэтессу Рупамати, однако она успела принять яд.
Захватив богатейшую добычу, Адхам-хан отправил в Агру падишаху Акбару всего несколько слонов с дарами, а остальное присвоил себе. Всех захваченных в плен малавцев (кроме наложниц из гарема султана) по его приказу согнали к Адхам-хану и Пир-Мухаммаду и на их глазах истребили. При этом многие из убитых малавцев были мусульманами, которые пытались апеллировать к их общей с завоевателями вере, однако это их не спасло от хладнокровной резни.
Поведение Адхам-хана в Малве настолько шокировало падишаха Акбара, что он, лишь только узнав подробности завоевания, стремительно выдвинулся в Малву с небольшим отрядом. Прибыл в ставку Адхам-хана быстрее посланных его матерью Махам Анги гонцов, Акбар потребовал у обескураженного его внезапным появлением военачальника отчёта о его действиях в отношении добычи и пленников. После того как Адхам-хан вернул Акбару присвоенную добычу, он через несколько дней был официально прощён. Однако вскоре до падишаха дошло, что его молочный брат всё же утаил у себя двух самых красивых наложниц Баз-Бахадур-шаха. Когда об этом узнала Махам Анга она хладнокровно велела убить этих девушек чтобы обелить сына перед Акбаром.

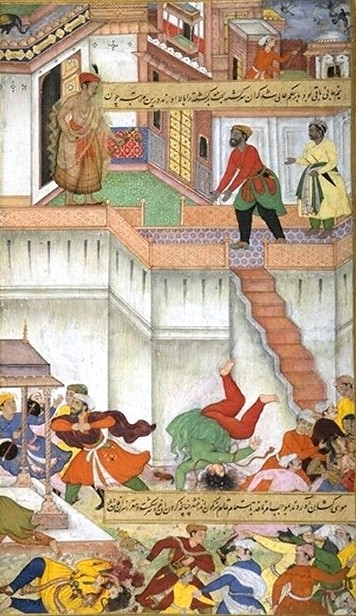
Убийство Адхам-хана по приказу падишаха Акбара. Акбар-наме

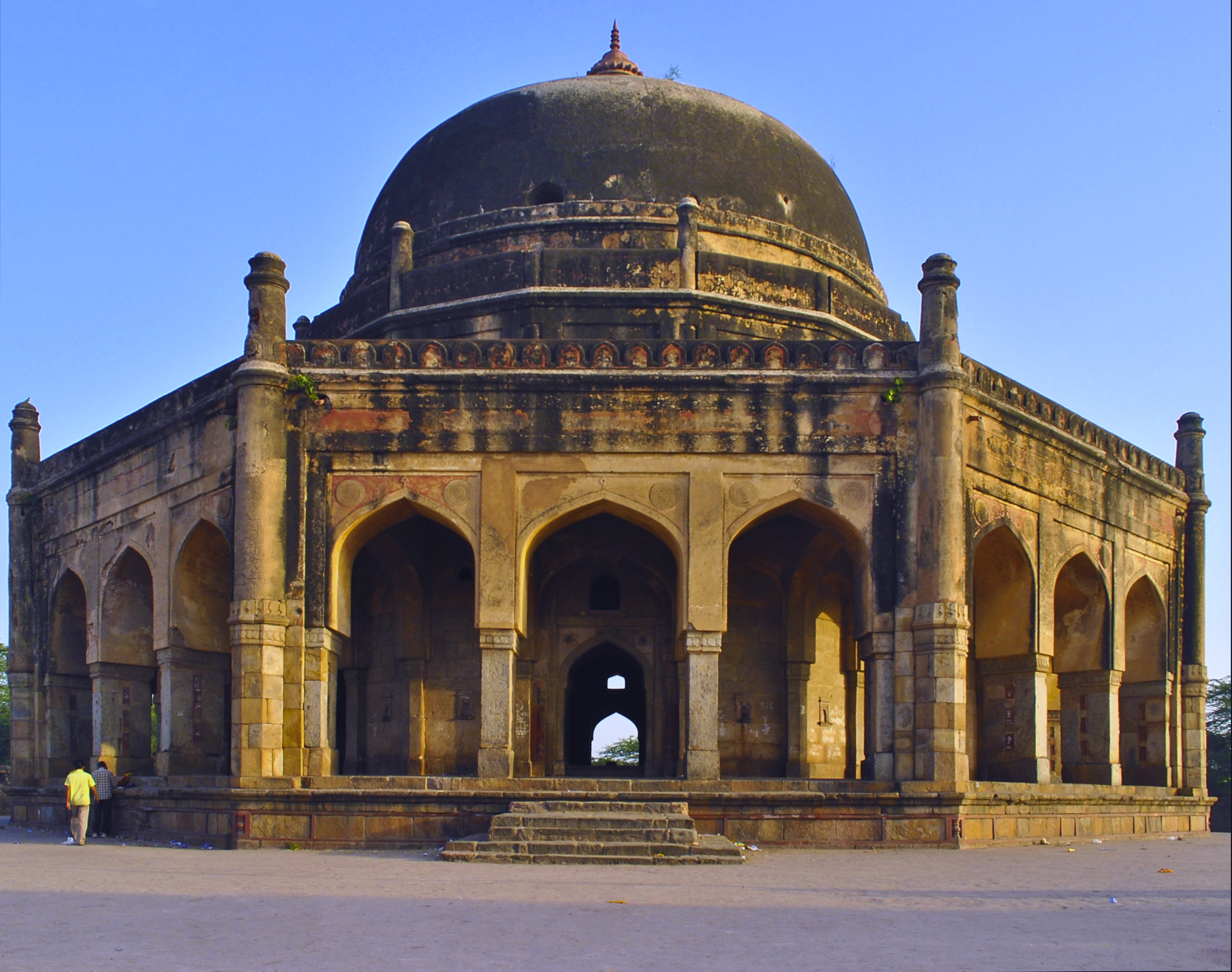
Гробница Адхам-хана в Мехраули

Действия Адхам-хана в Малве серьёзно охладили отношение падишаха Акбара к своему молочному брату и по возвращении в столицу Адхам-хан был смещён с должности командующего малавской армией. Вместо него был назначен Пир-Мухаммад. Влияние Махам Анги на падишаха так же резко уменьшилось и в ноябре 1561 года Акбар назначил визирем её недруга Атка-хана, вызванного из Кабула.

## Попытка мятежа и убийство
В рамазан 969/1562 года Адхам-хан со своими приближенными ворвался в служебное помещение визиря в Агре, примыкающее к покоям падишаха Акбара и его гарему, неожиданно ударил безоружного визиря Атка-хана кинжалом, а затем приказал одному из своих телохранителей добить его. После убийства Адхам-хан попытался попасть в гарем, однако его двери оказались запертыми изнутри. В это время из своих покоев появился падишах Акбар, услышавший шум и увидевший убийство Атка-хана. «Зачем ты убил моего названного отца, сукин сын?» — воскликнул Акбар. Адхам-хан бросился к падишаху и, то ли прося о прощении, то ли желая напасть на Акбара, схватил его за руку. Не долго думая, падишах ударил его в лицо и Адхам-хан потерял сознание. Разгневанный Акбар приказал сбросить тело Адхам-хана вниз через перила лестницы. Когда выяснилось, что выброшенный Адхам-хан ещё жив, падишах приказал поднять его наверх и сбросить второй раз. После этого тело Адхам-хана было отправлено в Дели.
Падишах Акбар лично сообщил Махам Анге о гибели её сына, после чего она через сорок дней умерла от потрясения. Акбар велел построить Адхам-хану и его матери великолепную гробницу в Мехраули в нетипичном для могольской архитектуры стиле.